# Persicaria taitoinsularis
Persicaria taitoinsularis är en slideväxtart som först beskrevs av Genkei Masamune, och fick sitt nu gällande namn av Koji Yonekura. Persicaria taitoinsularis ingår i släktet pilörter, och familjen slideväxter. Inga underarter finns listade i Catalogue of Life.